# Amiga 3000
Amiga 3000 – pierwszy w pełni 32-bitowy model komputera Amiga.
Wydana w 1990 roku przez firmę Commodore Amiga 3000 wyposażona była w procesor MC68030 (14 lub 25 MHz) i chipset ECS. Komputer ten posiadał standardowo zainstalowany koprocesor MC68881 (16 MHz) lub MC68882 (25 MHz). Istniała wersja UX pracująca pod kontrolą SVR4 (patrz: A3000UX). Chipset ECS oraz fabrycznie zamontowany Flicker-fixer i kontroler SCSI. AmigaOS 2.04. Elegancka obudowa desktop lub tower. Pierwszy model komputera Amiga z fabrycznie zamontowanym procesorem wyższym niż MC68000. Była to linia tzw. high-end – komputer przeznaczony dla profesjonalistów z dużymi możliwościami rozbudowy dzięki kontrolerowi SCSI i złączom Zorro II i III (umożliwiające rozbudowę m.in. o zaawansowane karty graficzne). Co nie tłumaczyło wygórowanej ceny 4100 USD wraz z monitorem. Wydana także w wersji tower – zobacz Amiga 3000T. W Polsce, sprzęt wydano w 1991 roku.

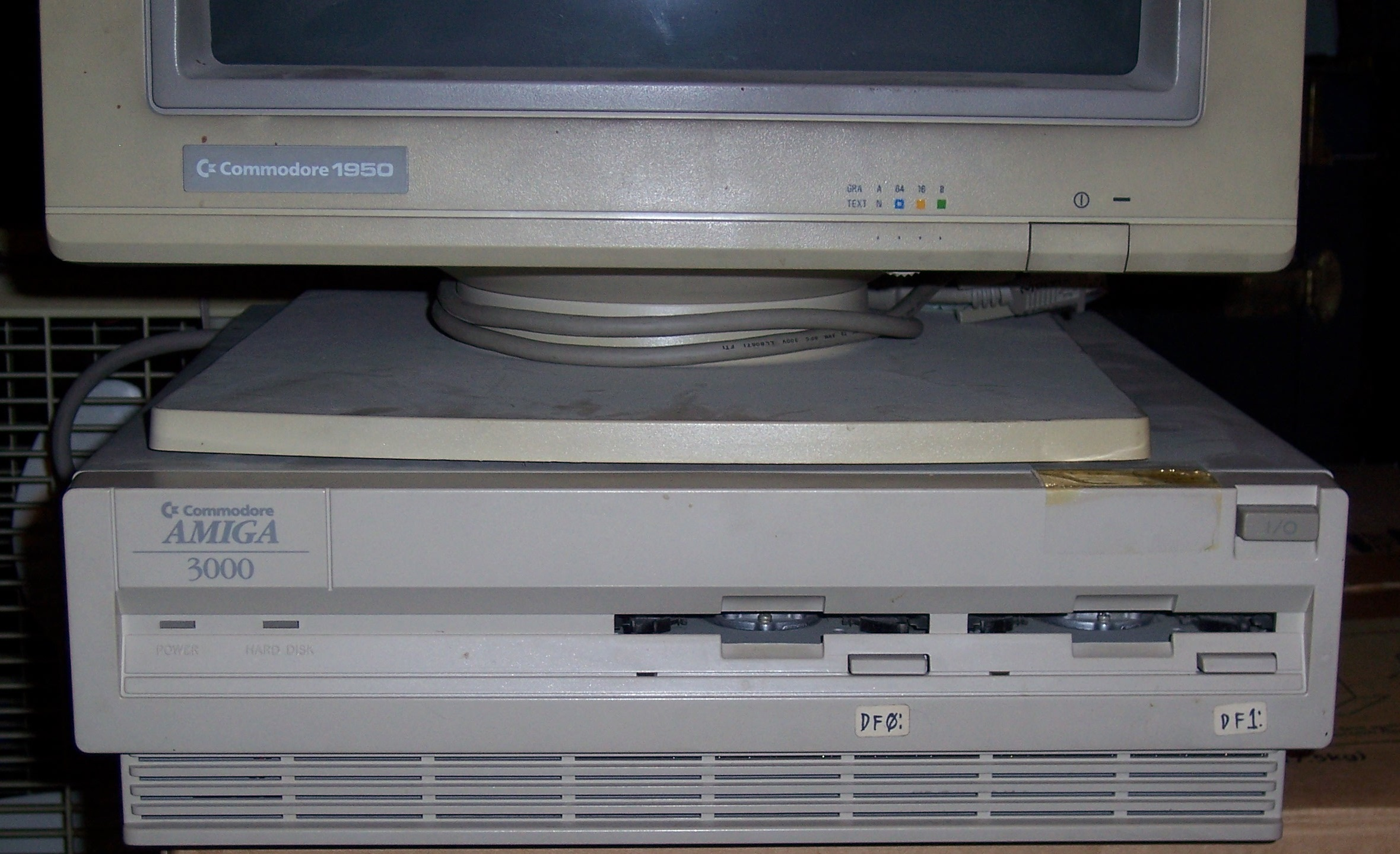
Amiga 3000